# Monteverde de Breña Alta
Monteverde de Breña Alta este o arie protejată (arie specială de conservare — SAC, sit de importanță comunitară — SCI) din Spania întinsă pe o suprafață de 823,2 ha, integral pe uscat.

## Localizare
Centrul sitului Monteverde de Breña Alta este situat la coordonatele 28°40′21″N 17°48′41″W / 28.6726°N 17.8113°V.

## Înființare
Situl Monteverde de Breña Alta a fost declarat sit de importanță comunitară în octombrie 1999 pentru a proteja un număr necunoscut de specii din flora spontană și fauna sălbatică aflate în arealul zonei. Situl a fost protejat și ca arie specială de conservare în ianuarie 2010.

## Biodiversitate
Situată în ecoregiunea , aria protejată conține 3 habitate naturale: Pajiști macaroneziene cu vegetație endemică, Păduri de pin endemic canariene, Păduri macaroneziene de dafin (Laurus, Ocotea).
La baza desemnării sitului se află un număr nedeclarat de specii protejate.